# Paternalismo libertario
El paternalismo libertario o paternalismo liberal (también conocido como paternalismo asimétrico o paternalismo blando), ligado al racionalismo progresivo, es una filosofía política basada en la presunción de que el Estado puede ayudar al ciudadano a tomar las decisiones que este hubiera elegido con una voluntad no viciada o con más conocimientos (véase oclocracia) pero sin posicionarse como un paternalismo autoritario y dogmático el cual no permita el falsacionismo ni la libertad de elección. A diferencia de estos (llamados paternalismos duros), que prohíben y mandan las decisiones de sus ciudadanos tendiendo a los totalitarismos (instituciones totales), el objetivo del paternalismo blando es ayudar en una sociedad abierta al proceso de toma de decisiones sin infringir ni medrar la libertad de elección (véase libertario) permitiéndoles actuar de forma autónoma (véase crowdsourcing) y siempre aceptando que su información es refutable y podría ser corregida por los propios ciudadanos. 
Así, en el paternalismo asimétrico las políticas son diseñadas para ayudar en la toma de decisiones a individuos con una voluntad viciada que, a través de ellas, no hacen avanzar sus intereses, sin interferir en la autonomía de aquellos que eligen de forma racional y deliberada. Su condición asimétrica se aprecia en el establecimiento de políticas igualmente aceptables por aquellos que creen en el componente racional en el comportamiento del individuo y por aquellos de opinión contraria (véase diferencia entre punto de vista neutral y punto de vista objetivo).
El concepto es una creación de Richard Thaler y Cass Sunstein.